# DVD
DVD je optički disk koji se koristi kao vrsta medija za visokokvalitetno pohranjivanje podataka, a u masovnoj upotrebi uglavnom služi za pohranu filmova. DVD je izvorno bila kratica za digital video disc, iako neki od članova DVD Foruma tvrde da bi zapravo trebala značiti digital versatile disc (engleski: svestrani digitalni disk), kako bi se ukazalo na potencijal takvih diskova u pohranjivanju aplikacija koje nisu vizualne. DVD diskovi su izgledom i veličinom gotovo u potpunosti identični CD-ovima.

## Povijest
1990 stvorena su dva standarda guste pohrane podataka: MultiMedia Compact Disk (MMCD) tvrtki Philips i Sony, i drugi Super Density disc (SD) koji su podržavale tvrtke Matsushita Electric, Hitachi, Mitsubishi Electric, Pioneer, Thomson i JVC: IBM-ov predsjednik, Lou Gerstner, predvidjevši skupi rat u formatima (kao onaj između VHS-a i Betamax-a, 1980-ih) predvodio je u naporima da se dva protivničk kampa ujedine iza jednog standarda.
Philips i Sony tako napuštaju svoj MMCD format i posvećuju se Toshibinom SD formatu, uz dvije modifikacije. Prva je prihvaćanje takve geometrije udubljenja koja omogućuje “push-pull” traženje, što je patentirana Philips/Sony tehnologija. Druga modifikacija je prihvaćanje EFMPlus tehnologije Kees-a Immink-a, također autora EFM tehnologije, koja je 6% manje učinkovita od Toshibina SD code-a, što je rezultiralo kapacitetom od 4.7GB umjesto originalnih SD-ovih 5GB. Velika prednost EFMPlus tehnologije je velika otpornost na oštećenja. Rezultat je bila DVD specifikacija Verzija 1.5, predstavljena 1995 i završena u rujnu 1996, a u svibnju 1997, DVD konzorcij je zamijenio DVD forum koji je otvoren svim kompanijama.
Dolazak DVD formata najavljen je u rujnu 1995., a njegova prva službena specifikacija je predstavljena godinu dana kasnije. O održavanju razvoja DVD-a brine se DVD Forum, koji se sastoji od 10 osnivačkih kompanija i više od 220 dodatnih članova. Prvi DVD playeri i diskovi na japanskom su se tržištu pojavili u studenom 1996., a u SAD-u su u prodaju ušli u ožujku 1997.
DVD uređaji u početku su bili vrlo skupi, te su stajali više od današnjih 500 eura, ali u proljeće 1999. njihova je cijena po prvi put pala ispod 300 američkih dolara, te su se zajedno s diskovima počeli prodavati i u prodavaonicama s mješovitom robom. Tada su činili tek malen dio prodaje u odnosu na VHS kasete, ali danas je situacija obrnuta i DVD-ovi uvjerljivo čine većinu prodaje, u nekim državama čak i više od 90 %, te polako iskorijenjuju u odnosu na njih glomazne, niskokapacitetne i zastarjele VHS kasete. DVD diskove i playere danas je moguće kupiti u gotovo svim većim prodavaonicama, a njihove su cijene počele padati do ili čak ispod nivoa VHS uređaja i kaseta. Tako se jeftiniji DVD playeri mogu kupiti i za manje od 300 kuna, a u posljednje vrijeme popularna je postala i mogućnost kupnje filmova na DVD-u uz dnevne novine za svega tridesetak kuna.
2000. japanska tvrtka Sony u prodaju je pustila igraću konzolu PlayStation 2 za koju je u dopuni na mogućnost igranja videoigara razvila i sustav koji omogućuje gledanje DVD-ova, što se u Japanu pokazalo punim pogotkom jer je konzola tada bila puno jeftinija od većine DVD playera dostupnih na tom tržištu. Kao rezultat toga, mnoge prodavaonice s elektroničkom robom su prodavale PlayStation 2, iako se inače nisu bavile prodajom igraćih konzola. Godinu dana nakon pojavljivanja, PlayStation 2 je dobio odgovor od Microsofta, koji je na tržište uveo igraću konzolu Xbox s mogućnošću prikazivanja DVD-ova uz ugradnju dodatne opreme.
Tvrtka Sony je na svojoj konzoli PlayStation 3 uvela mogućnost prikazivanja Blu-ray diskova, nasljednika DVD-a.

## Vrste DVD-ova
- DVD-ROM
  - DVD-5 ima jednostrani zapis i kapacitet 4.7 GB.
  - DVD-9 ima dvoslojni jednostrani zapis i kapacitet 9 GB.
  - DVD-10 ima obostrani jednoslojni zapis i kapacitet 10 GB.
  - DVD-18 ima obostrani dvoslojni zapis i kapacitet 18 GB.
- DVD-R ima kapacitet 4.7 GB, a diskovi služe za jednokratno snimanje.
- DVD-RW ima kapacitet 4.7 GB, a diskovi pružaju i mogućnost presnimavanja snimljenog materijala.
- DVD-RAM zahtijeva posebnu jedinicu za čitanje diskova s 4.7 ili 9.4 GB snimljenog materijala, a takvi diskovi su tipično smješteni u plastičnom kućištu. Diskovi s 2.6 GB kapaciteta mogu biti izvađeni iz kućišta i korišteni u DVD-ROM jedinici. Najveći kapacitet je 9.4 GB.
- DVD+R ima jednostrani jednoslojni zapis i kapacitet 4.7 GB, a diskovi služe za jednokratno snimanje.
- DVD+RW ima kapacitet 4.7 GB, a diskovi pružaju i mogućnost presnimavanja, te njihov sadržaj može biti prikazan i na standardnom DVD playeru.
- DVD+R DL diskovi su izvedeni iz onih DVD+R, a koriste dvoslojni zapis, te služe za jednokratno snimanje do 8.5 GB podataka.

## DVD-ovi s mogućnošću snimanja
HP je prvi proizveo DVD s mogućnošću zapisa, zbog potrebe za medijem za back-up i prijenos.
DVD-ovi s mogućnošću snimanja se također koriste za snimanje audio i video zapisa od strane korisnika. 
Postoje 3 formata: -/R/RW, +R/RW, i -RAM (random access memory) – format kod kojega se na disk zapisuje filesystem (dijeli se na sektore itd.), kod čega se smanjuje kapacitet medija, ali se omogućuje korištenje na sličan način kao i floppy diskete ili flash diska. Na medij ovoga formata može se mnogo više puta brisati/pisati nego kod RW formata.

## Višeslojno (multi-layer) snimanje
Dual layer snimanje (snimanje na dva sloja) omogućuje DVD-R i DVD+R diskovima da pohrane značajno više podataka, do 8.5 GB po disku, umjesto 4.7 GB kao kod diskova s jednim slojem. DVD-R DL (dual-layer) je razvio Pioneer za DVD Forum, DVD+R DL je razvio Sony za DVD+RW Alliance.
Dual Layer disk se razlikuje od običnog DVD-a primjenom drugog fizičkog sloja u samom disku, a laser s mogućnošću čitanja Dual Layer diskova penetrira kroz prvi, poluprozirni sloj da bi pročitao drugi.
DVD-ovi s mogućnošću snimanja koji podržavaju ovu tehnologiju su unatrag kompatibilni s nekim postojećim DVD sviračima i DVD-ROM pogonima. Mnogi trenutni DVD snimači podržavaju Dual Layer tehnologiju i cijena takvih diskova je bliska cijeni DVD-a s jednim slojem za zapisivanjem, ali Dual Layer diskovi za zapisivanje su ipak značajno skuplji.

## Zaštita
DVD-Audio diskovi sadržavaju jaku zaštitu od kopiranja zvanu Content Protection for Prerecorded Media (CPPM) koju je razvila 4C grupa (IBM, Intel, Matsushita, i Toshiba). CCPM se može zaobići capturingom dekodiranog audio toka u PCM formatu, ali pozadinski zaštitni algoritmi, enkripcijski algoritmi i enkripcijski ključevi još nisu probijeni.

## Pogledaj također
Usporedba optičkih medija za pohranu podataka - Usporedba CDa, DVDa, HD-DVDa i Blu-ray Disca